# Véron de Lembecq
Véron de Lembecq ou de Lembeek (en néerlandais : Veronus van Lembeek), né au début du IXe siècle et décédé le 31 janvier 863 à Lembecq est un saint médiéval. Malgré ses origines il travailla dans les conditions les plus humbles (comme Jésus, à Nazareth) et acquit une grande réputation de sainteté. Il est liturgiquement commémoré le 31 janvier. 
Chaque année, le lundi de Pâques, une 'marche de Saint-Véron' est organisée à Lembecq.

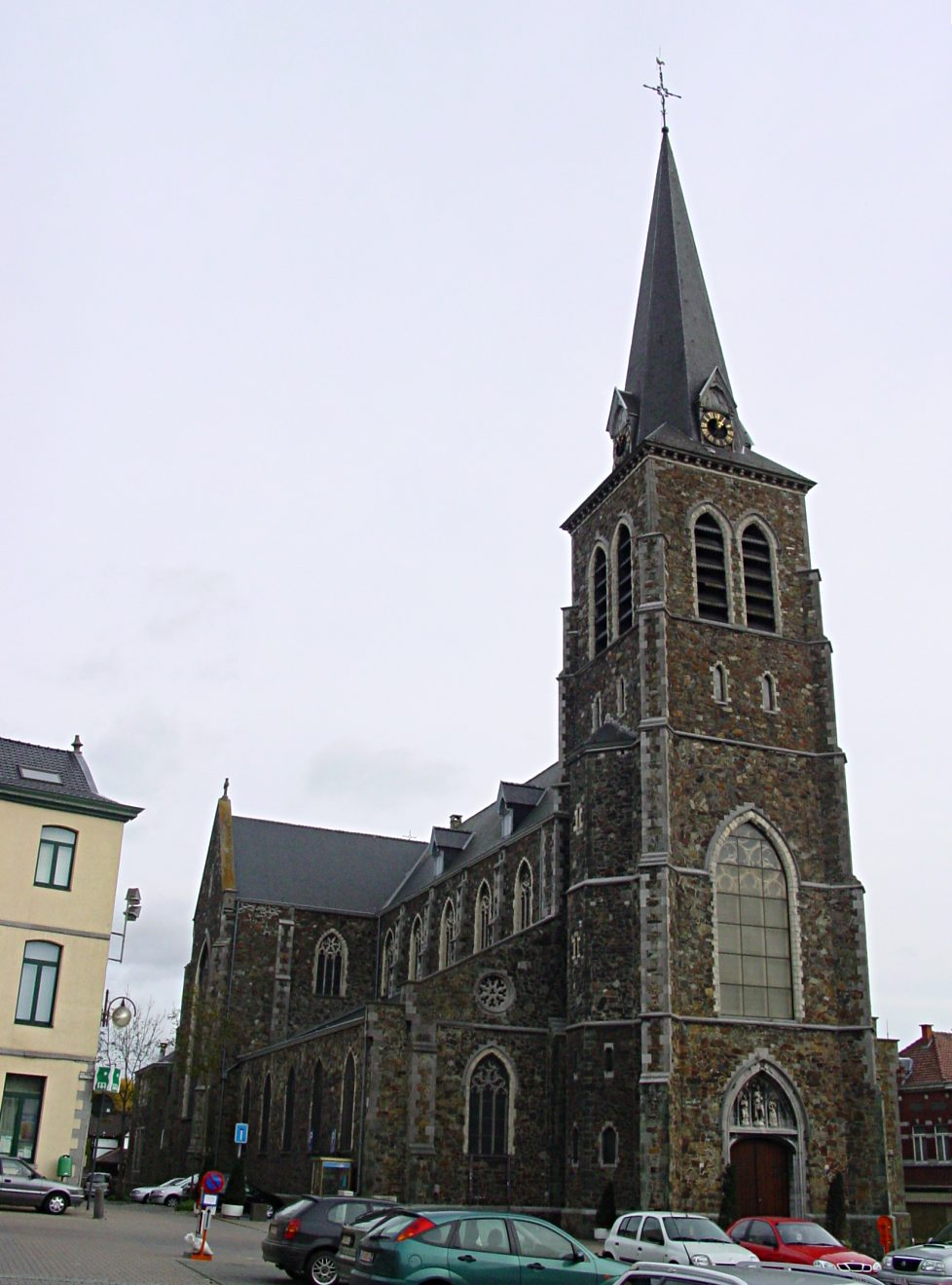
L'église Saint-Véron, à Lembecq

## Vie
La vie de Véron est connue à partir d'une 'vita' écrite par Olbert de Gembloux entre 1015 et 1020.
Véron serait un arrière-petit-fils de Charlemagne. Vers l'âge de 16 ans, il quitta la cour et le domicile parental car il ne voulait pas se marier, et choisit d'être valet de ferme à Lembecq pour y travailler de ses mains, à l'imitation de Jésus, à Nazareth.  
D'après la légende il aurait planté un bâton dans le sol, et de l'eau en aurait immédiatement jailli. Il aurait dit à sa sœur jumelle, Sainte Vérone, où il serait enterré après sa mort et qu'un arbre tombé lui montrerait le chemin[pas clair]. Après sa mort, tout se passa comme il l'avait prévu.
Des miracles se seraient produit sur sa tombe. Ainsi un certain 'Comte Robert' (peut-être le comte Robert II de Namur), y aurait été guéri de la fièvre.

## Culte
Véron est invoqué contre les maux de tête, le typhus, les rhumatismes, la fièvre, les maladies contagieuses et les ulcères. Il est liturgiquement commémoré le 31 janvier.